# Oversticht

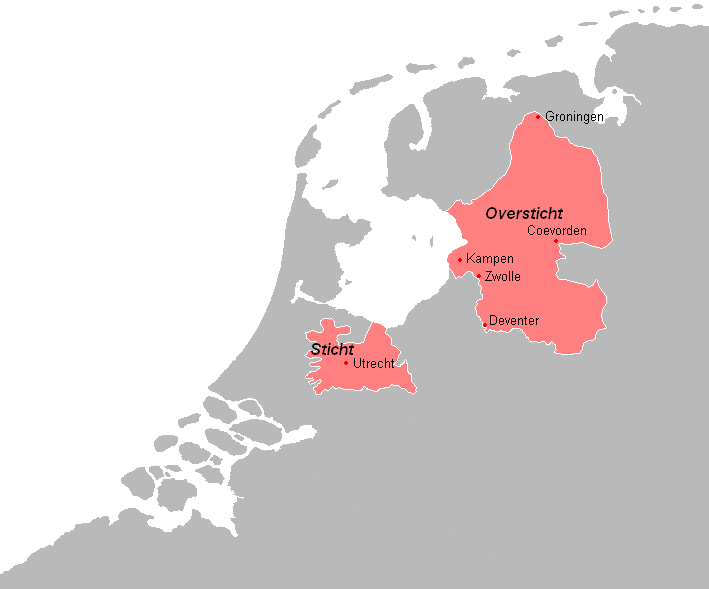
Sticht en Oversticht

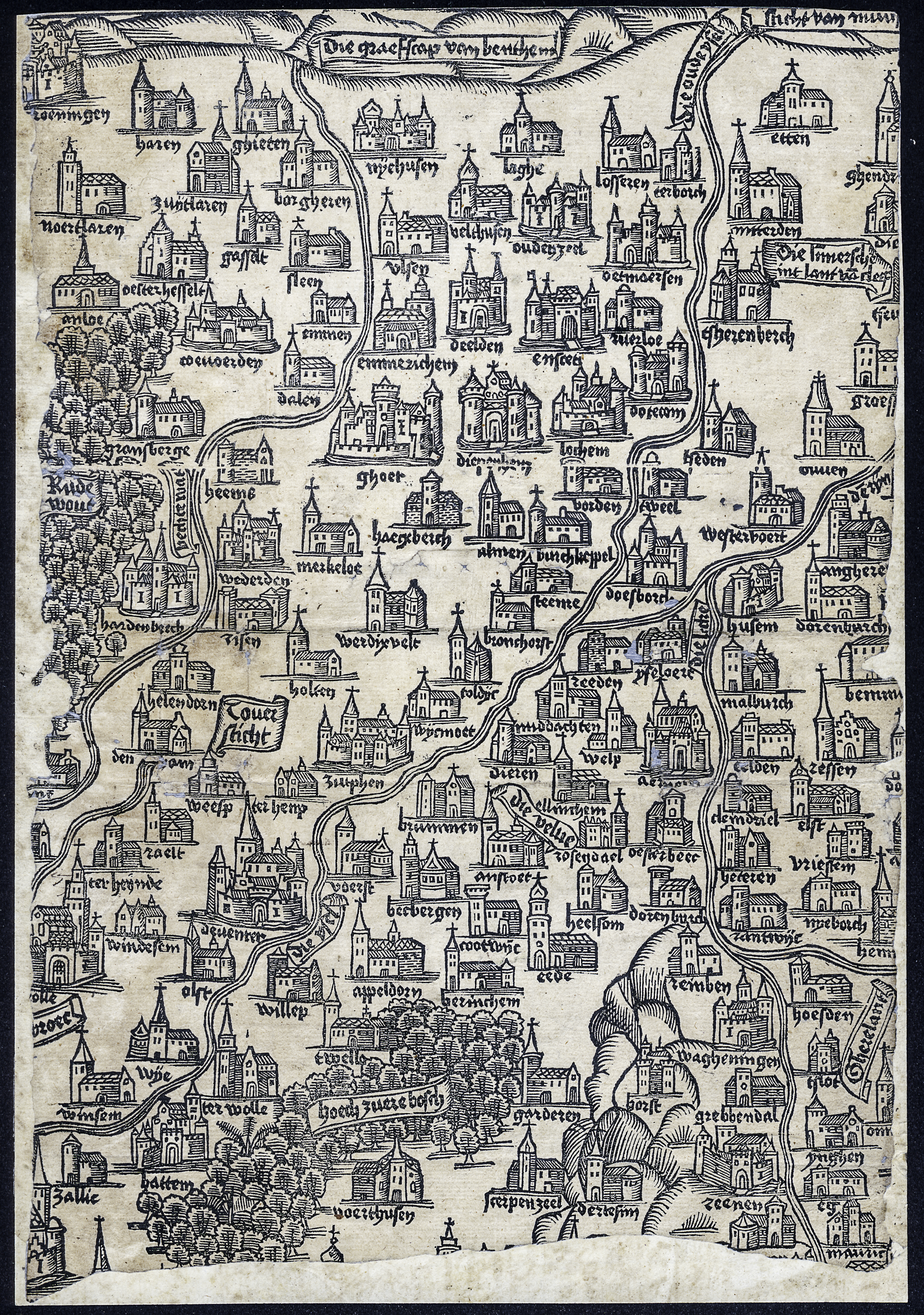
Niet kaartgetrouwe weergave van de kerken van Oversticht op de Kerkenkaart uit ca. 1524

Het Oversticht was het noordelijke gedeelte van de Stichtse Landheerlijkheid waarover de bisschoppen van Utrecht in de Middeleeuwen als vorst de landsheerlijkheid uitoefenden. Het kwam grotendeels overeen met de huidige provincies Overijssel en Drenthe. Ook het gebied om de stad Groningen, het zogenaamde Gorecht, hoorde voor een tijd bij het Oversticht, maar de stad Groningen was betwist gebied. Tot 1309 behoorden tevens de Stellingwerven tot het Oversticht. In Drenthe was het gezag van de bisschop tamelijk zwak. Deventer was met zijn kapittel aan de Sint-Lebuïnuskerk bestuurlijk en religieus de belangrijkste stad van het Oversticht.

## Geschiedenis
In 936 gaf Otto de Grote aan bisschop Balderik van het bisdom Utrecht toestemming om te jagen in Sillva Fulnaho (het woud van Vollenhove). In 1010 schonk keizer Hendrik II het gebied aan het bisdom Utrecht. In de 11e eeuw werd het ontgonnen en in de 12e eeuw liet bisschop Godfried van Rhenen aan het Almere in Vollenhove de burcht het Olde Huys bouwen, met een donjon en een kapel.
Bisschop Adelbold II werd in 1024 graaf van Drenthe en legde daarmee de basis van het Sticht (waarvan de rechten in 1046 werden bevestigd). Adelbold II kreeg in 1026 ook grafelijke rechten in Teisterbant. In 1040 schonk keizer Hendrik III het in het graafschap Drenthe gelegen landgoed Cruoninga (de latere stad Groningen) aan de kathedrale kerk van de heilige Martinus in Utrecht. De op deze plek gegroeide stad Groningen werd door een door de bisschop aangestelde prefect bestuurd die in Groningen zetelde. In 1042 werd bisschop Bernold graaf aan de Oostoever der Zuiderzee en in 1046 graaf van Hamaland.
Bisschop Koenraad van Zwaben werd graaf van Stavoren in 1077, graaf van de Oostergouw en de Westergouw in 1086 en graaf van de IJsselgouw in 1086. De bisschoppen lieten hun goederen beheren door voogden en leengraven. Vooral de vrijheidslievende Drenten waren er niet gelukkig mee dat al hun rechten en vrijheden in handen van de bisschop kwamen en zij daar hoge belastingen voor moesten betalen. De kasteelheren van de Drentse stad Coevorden (aanvankelijk vazallen van de bisschop) werden steeds meer tegenstander van hun Utrechtse 'baas' en kozen de kant van de Groningse familie Gelkinge in een conflict met de Groningse prefect Egbert.
Op 28 juli 1227 vond de Slag bij Ane plaats. Op een veld in de buurt van het huidige dorp Ane werden de troepen van de bisschop van Utrecht, Otto van Lippe, verslagen door een grote groep opstandige Drenten onder Burggraaf Rudolf II van Coevorden. Van Lippe en vele edelen en beruchte krijgsheren werden hierbij gedood.  De bisschop werd opgevolgd door Willebrand van Oldenburg die de Drenten wist te onderwerpen (Slag bij Peize). Rudolf werd gevangengenomen, gemarteld en in 1230 vermoord. Van 1231 tot 1233 vochten de Friezen onder Van Oldenburg tegen de Drenten (Fries-Drentse oorlog). Bisschop Otto van Holland loste de problemen van het bisdom in Drenthe op en onder Jan van Diest kocht het bisdom veel gebied in Drenthe aan. Bisschop Jan van Arkel moest in 1348 echter het hele Oversticht, op Vollenhove na, in onderpand geven aan Frederik van Eese, die hem had geholpen de Zutphense baanderheer Gijsbrecht van Bronkhorst te verslaan. Het volgende jaar werd ook Vollenhove verpand. Bisschop Frederik van Blankenheim versterkte het bisschoppelijke gezag in het Oversticht en dwong ook de stad Groningen zijn gezag te erkennen.
Op 7 april 1455 kozen de Utrechtse kapittels de Hoeksgezinde Domproost Gijsbrecht van Brederode tot bisschop. De paus had echter David van Bourgondië tot bisschop benoemd. Deze werd door Oversticht niet als bisschop erkend. Hij voerde oorlog tegen Oversticht om zijn gezag te bevestigen. Onder een van zijn opvolgers, Filips van Bourgondië, ging het Oversticht in de strijd tussen keizerlijken en Geldersen grotendeels verloren. De bisschop handhaafde zich slechts in Hasselt, Steenwijk en Oldenzaal. In 1528 verkocht bisschop Hendrik van Beieren het Oversticht aan keizer Karel V. Hiermee hield het Oversticht op te bestaan. Het land van Vollenhove, Salland en Twente werden voortaan de heerlijkheid Overijssel genoemd, het Drentse deel van het Oversticht werd Landschap Drenthe.

## Trivia
- Het Oversticht is een televisieprogramma van RTV Oost over historische zaken in Overijssel.
- Het Oversticht is de naam van een genootschap tot bevordering en instandhouding van het stedelijk en landelijk schoon in Overijssel.